# Coupe intercontinentale de baseball 2002
Navigation
Édition précédente Édition suivante
La Coupe intercontinentale de baseball 2002 est la 15e édition de cette épreuve mettant aux prises les meilleures sélections nationales. La phase finale s'est tenu du 8 au 20 novembre 2002 à Cuba. Les rencontres se sont tenues à La Havane et à Matanzas.

## Sélections qualifiées
Douze équipes participent à cette édition :
- Brésil
- Chine
- Corée du Sud
- Cuba
- Italie
- Japon
- Mexique
- Panama
- Pays-Bas
- Rép. dominicaine
- Taïwan
- Venezuela

## Format du tournoi
Les équipes sont divisées en deux groupes de six et chaque sélection joue contre les cinq autres lors du premier tour. Les quatre meilleures équipes de chaque groupe se qualifient pour le deuxième tour et sont réparties en deux groupes de quatre équipes. Après trois rencontres contre les équipes du même groupe, les deux meilleures équipes se qualifient pour la phase finale à élimination directe (demi-finales et finales). Si une équipe mène de plus de 10 points après le début de la 7e manche, le match est arrêté (mercy rule).

## Classement final
| Pl.                | Sélection        |
| ------------------ | ---------------- |
| Médaille d'or      | Cuba             |
| Médaille d'argent  | Corée du Sud     |
| Médaille de bronze | Rép. dominicaine |
| 4                  | Taïwan           |
| 5                  | Japon            |
| 6                  | Venezuela        |
| 7                  | Italie           |
| 8                  | Pays-Bas         |
| 9                  | Brésil           |
| 10                 | Mexique          |
| 11                 | Chine            |
| 12                 | Panama           |

## Résultats

### Premier tour

#### Groupe A
| Date        | Heure | Stade     | Recevant               | Visiteur               | Score         |
| ----------- | ----- | --------- | ---------------------- | ---------------------- | ------------- |
| 8 novembre  | 20h30 | La Havane | Cuba                   | Pays-Bas               | 5 - 0         |
| 9 novembre  | 14h00 | La Havane | Venezuela              | Chine                  | 8 - 3         |
| 9 novembre  | 21h00 | La Havane | Japon                  | République Dominicaine | 7 - 6         |
| 10 novembre | 9h30  | La Havane | Pays-Bas               | Venezuela              | 6 - 10        |
| 10 novembre | 14h00 | La Havane | Chine                  | République Dominicaine | 4 - 5         |
| 10 novembre | 21h00 | La Havane | Cuba                   | Japon                  | 8 - 7         |
| 11 novembre | 9h30  | La Havane | République Dominicaine | Pays-Bas               | 9 - 3         |
| 11 novembre | 14h00 | La Havane | Chine                  | Japon                  | 0 - 6         |
| 11 novembre | 21h00 | La Havane | Venezuela              | Cuba                   | 2 - 15 (7 m.) |
| 12 novembre | 9h30  | La Havane | Pays-Bas               | Chine                  | 7 - 1         |
| 12 novembre | 14h00 | La Havane | Japon                  | Venezuela              | 13 - 3 (8 m.) |
| 12 novembre | 21h00 | La Havane | République Dominicaine | Cuba                   | 5 - 14        |
| 13 novembre | 9h30  | La Havane | Chine                  | Cuba                   | 1 - 12 (7 m.) |
| 13 novembre | 14h00 | La Havane | Venezuela              | République Dominicaine | 5 - 3         |
| 13 novembre | 21h00 | La Havane | Pays-Bas               | Japon                  | 6 - 1         |

| Pl. | Équipe           | J | V | D | PM | PC | %     |
| --- | ---------------- | - | - | - | -- | -- | ----- |
| 1   | Cuba             | 5 | 5 | 0 | 54 | 15 | 1.000 |
| 2   | Japon            | 5 | 3 | 2 | 34 | 23 | .600  |
| 3   | Venezuela        | 5 | 3 | 2 | 28 | 40 | .600  |
| 4   | Rép. dominicaine | 5 | 2 | 3 | 28 | 33 | .400  |
| 5   | Pays-Bas         | 5 | 2 | 3 | 22 | 26 | .400  |
| 6   | Chine            | 5 | 0 | 5 | 9  | 38 | .000  |

J : rencontres jouées, V : victoires, D : défaites, PM : points marqués, PC : points concédés, % : pourcentage de victoire.

#### Groupe B
| Date        | Heure | Stade    | Recevant     | Visiteur     | Score         |
| ----------- | ----- | -------- | ------------ | ------------ | ------------- |
| 9 novembre  | 9h30  | Matanzas | Italie       | Brésil       | 8 - 3         |
| 9 novembre  | 14h00 | Matanzas | Panama       | Corée du Sud | 3 - 5         |
| 9 novembre  | 21h00 | Matanzas | Mexique      | Taiwan       | 1 - 7         |
| 10 novembre | 9h30  | Matanzas | Corée du Sud | Brésil       | 11 - 4        |
| 10 novembre | 14h00 | Matanzas | Taiwan       | Italie       | 14 - 4 (8 m.) |
| 10 novembre | 21h00 | Matanzas | Mexique      | Panama       | 5 - 13        |
| 11 novembre | 9h30  | Matanzas | Brésil       | Taiwan       | 3 - 9         |
| 11 novembre | 14h00 | Matanzas | Corée du Sud | Mexique      | 10 - 0 (7 m.) |
| 11 novembre | 21h00 | Matanzas | Panama       | Italie       | 11 - 12       |
| 12 novembre | 9h30  | Matanzas | Mexique      | Brésil       | 6 - 7         |
| 12 novembre | 14h00 | Matanzas | Italie       | Corée du Sud | 0 - 5         |
| 12 novembre | 21h00 | Matanzas | Taiwan       | Panama       | 1 - 6         |
| 13 novembre | 9h30  | Matanzas | Italie       | Mexique      | 1 - 8         |
| 13 novembre | 14h00 | Matanzas | Brésil       | Panama       | 0 - 7         |
| 13 novembre | 21h00 | Matanzas | Corée du Sud | Taiwan       | 2 - 4 (12 m.) |

| Pl. | Équipe       | J | V | D | PM | PC | %    |
| --- | ------------ | - | - | - | -- | -- | ---- |
| 1   | Taïwan       | 5 | 4 | 1 | 35 | 16 | .800 |
| 2   | Corée du Sud | 5 | 4 | 1 | 33 | 11 | .800 |
| 3   | Panama       | 5 | 3 | 2 | 40 | 23 | .600 |
| 4   | Italie       | 5 | 2 | 3 | 25 | 41 | .400 |
| 5   | Brésil       | 5 | 1 | 4 | 17 | 41 | .200 |
| 6   | Mexique      | 5 | 1 | 4 | 20 | 38 | .200 |

J : rencontres jouées, V : victoires, D : défaites, PM : points marqués, PC : points concédés, % : pourcentage de victoire.

### Deuxième tour

#### Groupe M
| Date        | Heure | Stade     | Recevant | Visiteur | Score         |
| ----------- | ----- | --------- | -------- | -------- | ------------- |
| 15 novembre | 14h00 | La Havane | Panama   | Italie   | 13 - 3 (7 m.) |
| 15 novembre | 21h00 | La Havane | Cuba     | Japon    | 5 - 0         |
| 16 novembre | 14h00 | La Havane | Japon    | Italie   | 12 - 1 (7 m.) |
| 18 novembre | 21h00 | La Havane | Cuba     | Panama   | 7 - 1         |
| 17 novembre | 16h00 | La Havane | Japon    | Panama   | 1 - 5         |
| 17 novembre | 21h00 | La Havane | Cuba     | Italie   | 11 - 0 (7 m.) |

| Pl. | Équipe | J | V | D | PM | PC | %     |
| --- | ------ | - | - | - | -- | -- | ----- |
| 1   | Cuba   | 3 | 3 | 0 | 23 | 1  | 1.000 |
| 2   | Panama | 3 | 2 | 1 | 19 | 11 | .667  |
| 3   | Japon  | 3 | 1 | 2 | 13 | 11 | .333  |
| 4   | Italie | 3 | 0 | 3 | 4  | 36 | .000  |

J : rencontres jouées, V : victoires, D : défaites, PM : points marqués, PC : points concédés, % : pourcentage de victoire.

#### Groupe N
| Date        | Heure | Stade    | Recevant     | Visiteur               | Score |
| ----------- | ----- | -------- | ------------ | ---------------------- | ----- |
| 15 novembre | 14h00 | Matanzas | Venezuela    | République Dominicaine | 8 - 9 |
| 15 novembre | 21h00 | Matanzas | Taiwan       | Corée du Sud           | 6 - 3 |
| 16 novembre | 14h00 | Matanzas | Taiwan       | Venezuela              | 1 - 7 |
| 16 novembre | 21h00 | Matanzas | Corée du Sud | République Dominicaine | 5 - 1 |
| 17 novembre | 16h00 | Matanzas | Corée du Sud | Venezuela              | 9 - 2 |
| 17 novembre | 21h00 | Matanzas | Taiwan       | République Dominicaine | 3 - 5 |

| Pl. | Équipe           | J | V | D | PM | PC | %    |
| --- | ---------------- | - | - | - | -- | -- | ---- |
| 1   | Corée du Sud     | 3 | 2 | 1 | 17 | 9  | .667 |
| 2   | Rép. dominicaine | 3 | 2 | 1 | 15 | 16 | .667 |
| 3   | Venezuela        | 3 | 1 | 2 | 17 | 19 | .333 |
| 4   | Taïwan           | 3 | 1 | 2 | 10 | 15 | .333 |

J : rencontres jouées, V : victoires, D : défaites, PM : points marqués, PC : points concédés, % : pourcentage de victoire.

### Phase finale
|  | Demi-finales                    | Demi-finales                    |                        |    | Finale                          | Finale                          |
|  | Demi-finales                    | Demi-finales                    |                        |    | Finale                          | Finale                          |
|  |                                 |                                 |                        |    |                                 |                                 |
|  | 19 novembre - 14h00 (La Havane) | 19 novembre - 14h00 (La Havane) |                        |    | 21 novembre - 21h30 (La Havane) | 21 novembre - 21h30 (La Havane) |
|  | 19 novembre - 14h00 (La Havane) | 19 novembre - 14h00 (La Havane) |                        |    | 21 novembre - 21h30 (La Havane) | 21 novembre - 21h30 (La Havane) |
|  | Corée du Sud                    | 8                               |                        |    | 21 novembre - 21h30 (La Havane) | 21 novembre - 21h30 (La Havane) |
|  | Corée du Sud                    | 8                               |                        |    | 21 novembre - 21h30 (La Havane) | 21 novembre - 21h30 (La Havane) |
|  | Panama                          | 0                               |                        |    | 21 novembre - 21h30 (La Havane) | 21 novembre - 21h30 (La Havane) |
|  | Panama                          | 0                               | Corée du Sud           | 1  |                                 |                                 |
|  | 19 novembre - 18h30 (La Havane) |                                 | Corée du Sud           | 1  |                                 |                                 |
|  |                                 | Cuba                            | 2                      |    |                                 |                                 |
|  | Cuba                            | Cuba                            | 2                      | 11 |                                 |                                 |
|  | Cuba                            |                                 |                        | 11 |                                 |                                 |
|  | Rép. dominicaine                | 4                               |                        |    |                                 |                                 |
|  | Rép. dominicaine                | 4                               | Match pour la 3e place |    |                                 |                                 |
|  |                                 |                                 |                        |    |                                 |                                 |
|  | 21 novembre - 14h00 (La Havane) |                                 |                        |    |                                 |                                 |
|  |                                 |                                 |                        |    |                                 |                                 |
|  | Panama                          | annulé                          |                        |    |                                 |                                 |
|  | Panama                          | annulé                          |                        |    |                                 |                                 |
|  | Rép. dominicaine                | annulé                          |                        |    |                                 |                                 |
|  | Rép. dominicaine                | annulé                          |                        |    |                                 |                                 |

L'équipe du Panama a été exclue de la compétition après trois contrôles antidopage positifs sur des joueurs de l'équipe. La rencontre pour la troisième place n'a pas été jouée.